# The Reason (Lied)
The Reason ist eine Rock-Ballade der US-amerikanischen Grunge-Band Hoobastank aus dem Jahr 2004.

## Entstehung und Veröffentlichung
Das Lied wurde von den beiden Hoobastank-Mitgliedern Daniel Estrin und Douglas Robb getextet beziehungsweise komponiert. Für die Produktion zeichnete Howard Benson verantwortlich.
Die Erstveröffentlichung von The Reason erfolgte am 8. Dezember 2003 bei Island Records, als Teil des gleichnamigen zweiten Studioalbums von Hoobastank (Katalognummer: 986 088-1). Am 27. April 2004 erschien das Lied als erste Singleauskopplung aus dem Album. Diese erschien zunächst als 2-Track-CD-Single mit der B-Seite Meet Hoobastank (Katalognummer: 986 250-9 5). Im Folgemonat erschien eine Maxi-Single, die um eine Akustikversion zu Crawling in the Dark sowie dem Musikvideo zu The Reason erweitert wurde (Katalognummer: 986 250-8).

## Inhalt
Im Liedtext entschuldigt sich eine Person für die Vergangenheit und verspricht sich zu ändern, brauchte jedoch dafür einen Grund, der ihr von ihrer ehemals geliebten Person gegeben wurde (and the reason is you).

## Musikvideo
Das Video beginnt mit der Einblendung eines Chevrolet Monte Carlo 1A in dem der Sänger Douglas Robb als Fahrer zu sehen ist. Dieser steigt aus und geht auf eine junge Frau zu, die neben dem Heck des Wagens liegt. In einer Rückblende sieht man, dass sie kurz zuvor vor einem Pfandhaus angefahren worden ist. Alle Aufmerksamkeit richtet sich auf die Frau. Währenddessen dringt der Gitarrist Dan Estrin in das Geschäft ein und lässt seine Komplizen, von den weiteren Bandmitgliedern dargestellt, hinein. Sie knacken den Tresor und entwenden verschiedene Wertgegenstände und einen rubinroten Edelstein. Sie entkommen durch die Hintertür.
Zeitgleich begeht der Unfallverursacher Fahrerflucht und wird von der Polizei verfolgt. Ein eingetroffener Krankenwagen möchte die Verletzte versorgen, als diese aufsteht und mit einem Motorrad flüchtet. Dem Pfandleiher wird klar, dass er Opfer eines ausgeklügelten Coups geworden ist. Die Band hält sich versteckt; zum Ende des Videos vernimmt man jedoch Polizeisirenen, was die Annahme nahelegt, dass das Versteck von der Polizei aufgespürt worden ist.

## Rezeption
The Reason wurde unter anderem als Schlusssong der letzten Folge der Sitcom Friends genutzt. In der deutschen Teenagerkomödie Doktorspiele aus dem Jahr 2014 spielt das Lied eine wichtige Rolle, als es Hauptdarsteller Andi seiner Angebeteten Katja auf einer Party als Ständchen vorspielt. Später versucht Andi noch selbst ein Lied zu komponieren, das sich dann aber als Abklatsch von The Reason mit lediglich neuem Text entpuppt. Außerdem ist das Lied in den Videospielen SingStar Pop und Karaoke Revolution (Volume 3) enthalten.
Preise
The Reason gewann bei MTV Asia den Video Music Award. Das Lied wurde zudem  bei den Grammy Awards 2005 in der Kategorie Best Rock Song nominiert.

## Kommerzieller Erfolg

### Chartplatzierungen
| ChartsChartplatzierungen       | Höchstplatzierung | Wochen |
| ------------------------------ | ----------------- | ------ |
| Deutschland (GfK)              | 15 (19 Wo.)       | 19     |
| Österreich (Ö3)                | 5 (20 Wo.)        | 20     |
| Schweiz (IFPI)                 | 6 (29 Wo.)        | 29     |
| Vereinigte Staaten (Billboard) | 2 (38 Wo.)        | 38     |
| Vereinigtes Königreich (OCC)   | 12 (7 Wo.)        | 7      |

| ChartsJahrescharts (2004)      | Platzierung |
| ------------------------------ | ----------- |
| Deutschland (GfK)              | 75          |
| Österreich (Ö3)                | 31          |
| Schweiz (IFPI)                 | 44          |
| Vereinigte Staaten (Billboard) | 6           |

### Auszeichnungen für Musikverkäufe
| Land/Region                  | Auszeichnungen für Musikverkäufe (Land/Region, Auszeichnung, Verkäufe) | Verkäufe  |
| ---------------------------- | ---------------------------------------------------------------------- | --------- |
| Australien (ARIA)            | Gold                                                                   | 35.000    |
| Brasilien (PMB)              | Platin                                                                 | 60.000    |
| Dänemark (IFPI)              | Gold                                                                   | 45.000    |
| Deutschland (BVMI)           | Gold                                                                   | 150.000   |
| Italien (FIMI)               | Platin                                                                 | 100.000   |
| Neuseeland (RMNZ)            | 2× Platin                                                              | 60.000    |
| Spanien (Promusicae)         | Platin                                                                 | 60.000    |
| Vereinigte Staaten (RIAA)    | 4× Platin (Single) · + Gold (Ringtone)                                 | 4.500.000 |
| Vereinigtes Königreich (BPI) | Platin                                                                 | 600.000   |
| Insgesamt                    | 4× Gold · 10× Platin ·                                                 | 5.610.000 |

## Coverversionen
- 2007: Tom Jones